# Jeu du bâton canarien

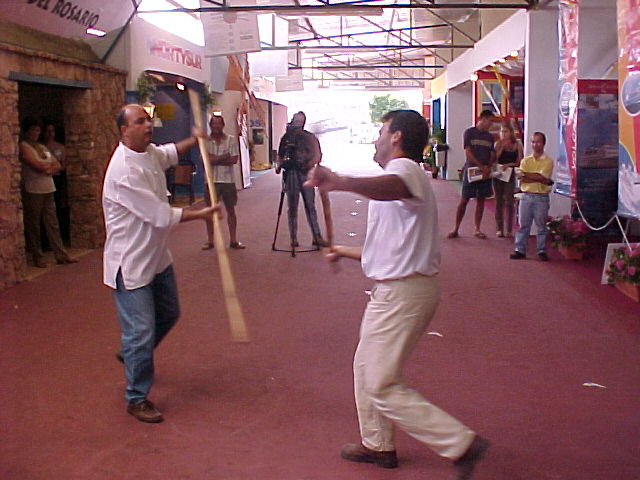
Exhibition pendant FEDETUR 2000, en Puits Noir, Antigua, Fuerteventura le 23/09/2000.

Le jeu du bâton canarien ou banot (en guanche : banod) est un jeu considéré comme un vestige des traditions ancestrales des anciens canariens autochtones, les Guanches, conséquence de l'évolution d'activités belliqueuses. Il se pratique entre deux joueurs qui, sans arriver à faire contact avec le corps de l'adversaire, réalisent un combat avec des bâtons. L'ensemble de pratiques que nous pouvons grouper au bâton canarien se base sur une escrime entre deux joueurs avec un bâton dans les mains. La différence entre les modalités de jeu existants est déterminée par la taille du bâton, en se distinguant trois modalités: bâton garçon, bâton moyen et garrote ou  grand bâton.

## Étymologie
Le jeu du bâton est aussi appelé banot ou banod, mots d'origine préhispanique. En guanche, banod signifie « lance en bois de torche, durcie par le feu ».

## Histoire
La première nouvelle sur l'usage de bâtons, du côté des aborigènes, se trouve dans la Chronique Bethencouriana (1402) et fait référence aux Bimbaches, habitants de l'île d'El Hierro. La deuxième se doit à Leonardo Torriani, ingénieur de Crémone qui a écrit une Histoire des Îles en 1590 et dont il a laissé un document : un dessin de deux canariens sur une petite place dans une espèce de rituel avec des bâtons de taille moyenne. Lorsque deux canariens se défiaient en duel, ils se rendaient à l'endroit désigné à cet effet, qui était une haute place avec une pierre plate à chaque extrémité, aussi grande qu'un homme pouvait se tenir dessus. Tout d'abord, chacun d'entre eux se tenait debout sur sa pierre avec un bâton appelé magodo ou amodeghe. Puis ils descendaient au sol et s'affrontaient avec le magodo, chacun maniant et cherchant son avantage. Le bâton a toujours été associé à certaines fonctions, que l'on peut résumer comme étant la défense, la manipulation des animaux et le soutien à la déambulation sur les chemins et les ravins. Le jeu du bâton est, en somme, une escrime dont l'espace est défini par les joueurs, constituée d'un ensemble de techniques rapides qui la rendent très voyante, et qui n'a pas de forme de fin explicite.